# Sebastián Herrera
Sebastián Herrera Cardona (ur. 23 stycznia 1995 w Bello) – kolumbijski piłkarz występujący na pozycji obrońcy. Piłkarz bośniackiego klubu Borac Banja Luka. 

## Kariera
Herrera rozpoczął karierę zawodową w Deportivo Pereira, gdzie zadebiutował w seniorskiej lidze, grając w Pucharze Kolumbii przeciwko Once Caldas.
1 lipca 2015 podpisał kontrakt z macedońską drużyną Rabotnički, w której grał przez 5 lat. Za czasów gry w tym klubie otrzymał obywatelstwo macedońskie.
W 2020 roku Herrera podpisał kontrakt z węgierskim MTK Budapeszt. Po dwuletnim reprezentowaniu tego klubu powrócił do Macedonii, podpisując kontrakt z Bregałnicą. 
26 stycznia 2023 roku Herrera podpisał kontrakt z cypryjskim klubem Doksa Katakopia.
8 lipca 2023 roku Borac Banja Luka ogłosił podpisanie kontraktu z Herrerą. Swoją pierwszą bramkę dla Boraca zdobył w wygranym 0:4 meczu ze Slogą 2 grudnia 2023. W barwach klubu ze stolicy Republiki Serbskiej piłkarz zdobył swoje pierwsze trofeum - mistrzostwo Bośni i Hercegowiny.

## Sukcesy

### Borac Banja Luka
- Mistrzostwo Bośni i Hercegowiny
  - mistrz (1): 2023/2024